# Jungfrun
Jungfrun este o arie protejată (arie specială de conservare — SAC, sit de importanță comunitară — SCI) din Suedia întinsă pe o suprafață de 11,7 ha, integral pe uscat.

## Localizare
Centrul sitului Jungfrun este situat la coordonatele 57°49′45″N 18°30′09″E / 57.8291°N 18.5026°E.

## Înființare
Situl Jungfrun a fost declarat sit de importanță comunitară în august 2015 pentru a proteja un număr necunoscut de specii din flora spontană și fauna sălbatică aflate în arealul zonei. Situl a fost protejat și ca arie specială de conservare în octombrie 2021.

## Biodiversitate
Situată în ecoregiunile boreală și marină baltică, aria protejată conține 3 habitate naturale: Pante stâncoase calcaroase cu vegetație casmofită, Taiga vestică, Vegetație perenă pe țărmurile stâncoase.
La baza desemnării sitului se află un număr nedeclarat de specii protejate.